# Simplocaria macularis
Simplocaria macularis is een keversoort uit de familie pilkevers (Byrrhidae). De wetenschappelijke naam van de soort is voor het eerst geldig gepubliceerd in 1896 door Reitter.